# Musikjahr 1881
Liste der Musikjahre

◄◄ | ◄ | 1877 | 1878 | 1879 | 1880 | Musikjahr 1881 | 1882 | 1883 | 1884 | 1885 | ► | ►►

Weitere Ereignisse
Dieser Artikel behandelt das Musikjahr 1881.

## Ereignisse
- 09. August: In Paris wird erstmals das Theatrophon zur stereofonen Übertragung von Opern- und Theateraufführungen über ein Telefon vorgestellt.
- 12. August: Feuer im Nationaltheater Prag. Das Messingdach, die Bühne und der Zuschauerraum brennen völlig nieder.

## Instrumentalmusik
- Johannes Brahms: Das 2. Klavierkonzert von Johannes Brahms, eines der längsten bis dahin komponierten Konzerte, wird in Budapest uraufgeführt. Die Akademische Festouvertüre op. 80 am 4. Januar in Breslau.
- Anton Bruckner: Die 4. Sinfonie wird am 20. Februar in Wien mit den Wiener Philharmonikern unter der Leitung von Hans Richter uraufgeführt; 6. Sinfonie fertiggestellt am 3. September 1881, die vollständige Aufführung erfolgte erst am 9. Oktober 1935.
- Antonín Dvořák: 6. Sinfonie Uraufführung am 25. März 1881; Legenden op. 59; Streichquartett C-Dur op. 61
- Edvard Grieg: Norwegische Tänze op. 35
- Franz Liszt: Nuages gris
- Amilcare Ponchielli: Elegia per Felice Frasi
- John Philip Sousa: President Garfield’s Inauguration March
- Johann Strauss (Sohn): Die Spitzentuch-Quadrille op. 392; Stürmisch in Lieb’ und Tanz Schnell-Polka op. 393; Liebchen schwing Dich (Polka-Mazurka) op. 394; Myrthenblüthen (Walzer) op. 395; Jubelfest-Marsch op. 396
- Pjotr Iljitsch Tschaikowski: Uraufführung der Streicherserenade C-Dur op. 48 am 30. Oktober in St. Petersburg
- Charles-Marie Widor: Sonate Nr. 1 für Violine und Klavier, c-Moll, op. 50; Suite polonaise op. 51

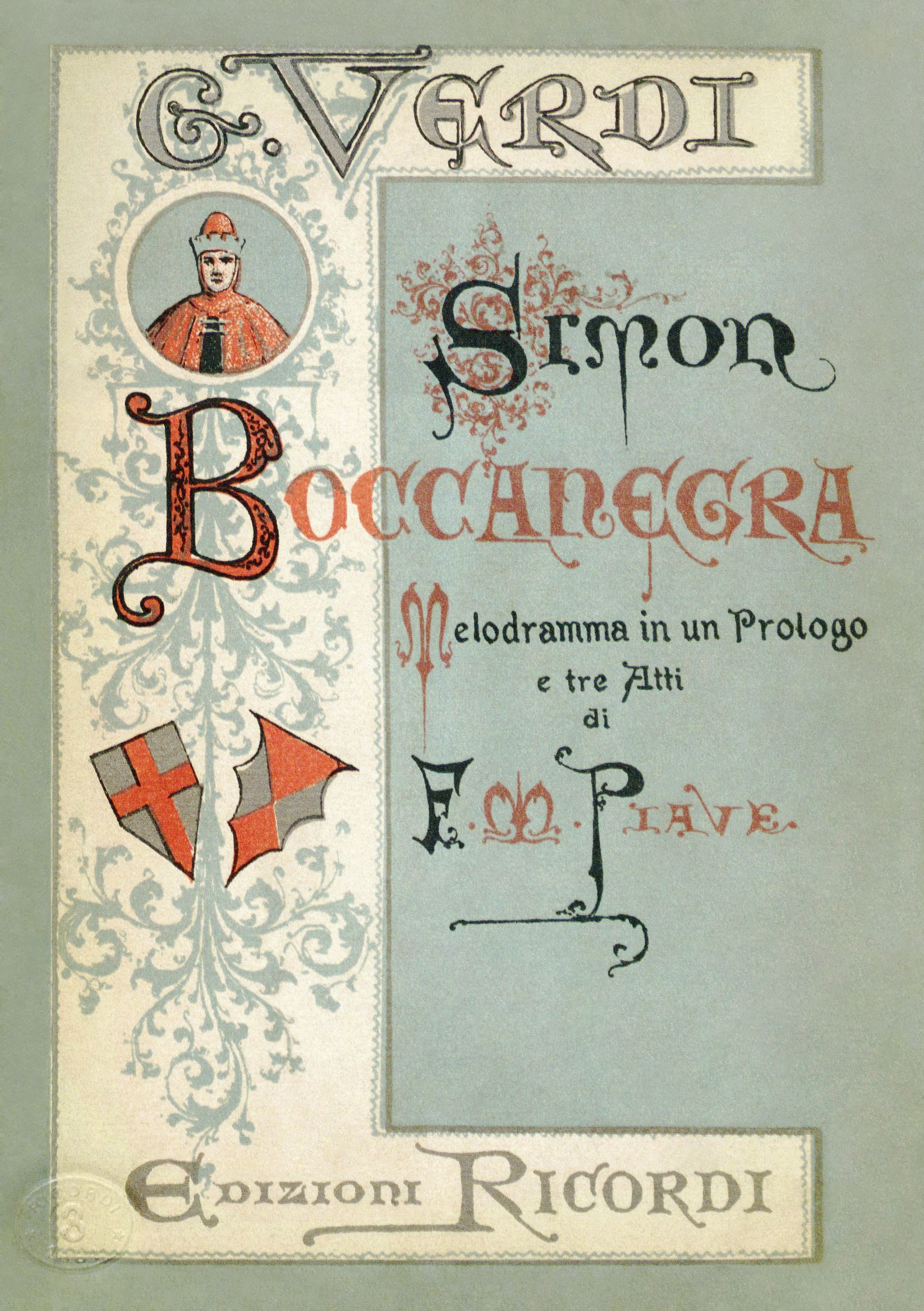
Giuseppe Verdi – Simon Boccanegra – Titelblatt des Librettos, Mailand 1881

## Musiktheater
- 31. Januar: Uraufführung der Oper Gudrun von August Klughardt in Neustrelitz.
- 10. Februar: An der Pariser Opéra-Comique wird vier Monate nach dem Tod des Komponisten Jacques Offenbachs Oper Les contes d’Hoffmann (Hoffmanns Erzählungen) uraufgeführt, in das er einige Melodien seiner früheren Oper Die Rheinnixen eingebaut hat. Die Opéra-comique wird Offenbachs einzige erfolgreiche Oper.
- 25. Februar: Die Uraufführung der Oper Die Jungfrau von Orléans von Pjotr Iljitsch Tschaikowski findet an der Hofoper in Sankt Petersburg statt.
- 22. März: Uraufführung der Operette Der Gascogner von Franz von Suppè im Carltheater in Wien.
- 24. März: Die Oper Simon Boccanegra von Giuseppe Verdi wird an der Mailänder Scala in einer umfassend überarbeiteten Version uraufgeführt, nachdem sie 1857 beim Publikum durchgefallen ist. Die zweite Version findet großen Beifall.
- 1. April: Charles Gounod: Le tribut de Zamora (Der Tribut von Zamora) (Oper), Uraufführung an der Opéra Garnier in Paris
- 23. April Uraufführung der komischen Oper Patience oder Bunthornes Braut von Arthur Sullivan in London.
- 11. Juni: Mit der Uraufführung von Bedřich Smetanas Oper Libuše wird das Prager Nationaltheater eröffnet. Das Libretto stammt von Josef Wenzig in der tschechischen Übersetzung von Ervín Špindler und beruht auf der vermutlich von Václav Hanka gefälschten Königinhofer Handschrift.
- 29. Oktober: Uraufführung der Operette Die Jungfrau von Belleville von Carl Millöcker am Theater an der Wien in Wien.
- 25. November: Die Operette Der lustige Krieg von Johann Strauss (Sohn) wird am Theater an der Wien in Wien uraufgeführt. Das Libretto stammt von dem bewährten Gespann F. Zell und Richard Genée.
- 07. Dezember: Die Uraufführung der Oper Das Käthchen von Heilbronn von Karl Reinthaler nach einem Libretto von Heinrich Bulthaupt, basierend auf dem gleichnamigen Schauspiel von Heinrich von Kleist, erfolgt in Frankfurt am Main.
- 19. Dezember: Die Oper Hérodiade von Jules Massenet wird am Théâtre de la Monnaie in Brüssel uraufgeführt.

Weitere Uraufführungen
- Richard Genée: Rosina (Operette)
- Carl Michael Ziehrer: Wiener Kinder (Operette)
- Johannes Brahms: Nänie op. 82 Trauergesang nach einem Text von Friedrich Schiller

## Geboren

### Januar bis Juni
- 04. Januar: Nikolai Andrejewitsch Roslawez, ukrainischer Komponist († 1944)
- 10. Januar: Auguste Le Guennant, französischer Organist, Komponist und Musikpädagoge († 1972)
- 14. Januar: Princess White, US-amerikanische Bluessängerin († 1976)
- 15. Januar: Albert Clerk-Jeannotte, kanadischer Sänger und Musikpädagoge († 1945)
- 16. Januar: Reine Colaço Osorio-Swaab, niederländische Komponistin († 1971)
- 17. Januar: José André, argentinischer Komponist und Musikkritiker († 1944)
- 26. Januar: Forrest Lamont, kanadischer Sänger und Musikpädagoge († 1937)
- 30. Januar: Barrozzo Netto, brasilianischer Pianist, Komponist und Hochschulpädagoge († 1941)
- 01. Februar: José Ignacio Quintón, puerto-ricanischer Komponist und Pianist († 1925)

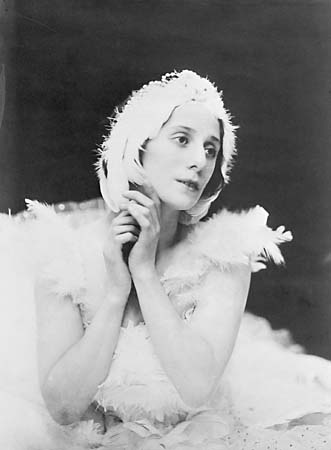
Anna Pavlova; * 12. Februar

- 12. Februar: Anna Pawlowa, russische Meistertänzerin des klassischen Balletts († 1931)
- 16. Februar: Ernst Smigelski, deutscher Musikwissenschaftler, Komponist, Musikkritiker, Kapellmeister, Schriftsteller, Ordenspriester und Theologe († 1950)
- 19. Februar: Armin Knab, deutscher Komponist († 1951)
- 20. Februar: Rolf Brunner, deutscher Sänger, Schauspieler bei Bühne und Stummfilm sowie Stummfilmregisseur († 1965)
- 21. Februar: Kenneth J. Alford, britischer Komponist († 1945)
- 21. Februar: Einar Nilson, schwedischer Kapellmeister und Komponist († 1964)
- 21. Februar: Walter Scharwenka, deutscher Komponist und Organist († 1960)
- 22. Februar: James Reese Europe, US-amerikanischer Bandleader und Komponist († 1919)
- 06. März: Birger Hammer, norwegischer Pianist und Musikpädagoge († 1958)
- 11. März: Ladislav Zelenka, tschechischer Cellist († 1957)
- 16. März: Rosina Buckman, neuseeländische Opernsängerin († 1948)
- 16. März: Hryhorij Kompanijez, ukrainischer Komponist, Chordirigent und Pädagoge († 1959)
- 18. März: Paul Le Flem, französischer Komponist († 1984)
- 18. März: Josef Suttner, tschechischer Hornist und Professor († 1974)
- 23. März: Egon Petri, niederländischer Pianist († 1962)

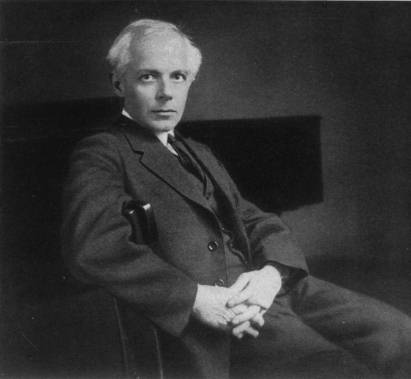
Béla Bartók; * 25. März

- 25. März: Béla Bartók, ungarischer Komponist († 1945)
- 02. April: Diran Alexanian, armenischer Cellist, Komponist und Musikpädagoge († 1954)
- 08. April: Fernand Lamy, französischer Dirigent, Komponist und Musikpädagoge († 1966)
- 08. April: Peter Rohr, rumäniendeutscher Komponist und Dirigent († 1956)
- 08. April: Alfred Waas, Schweizer Opernsänger († 1935)
- 11. April: Harvey Bartlett Gaul, US-amerikanischer Komponist und Organist († 1945)
- 16. April: Adolf Löltgen, deutscher Kammersänger († 1968)
- 17. April: Oreste Schiuma, argentinischer Musikkritiker und Musikschriftsteller italienischer Herkunft († 1957)
- 20. April: Nikolai Mjaskowski, russischer Komponist († 1950)
- 20. April: Marc de Ranse, französischer Komponist, Organist, Dirigent und Musikpädagoge († 1951)
- 23. April: Otakar Šín, tschechischer Komponist, Musiktheoretiker und -pädagoge († 1943)
- 26. April: Alexander Savine, US-amerikanischer Komponist, Dirigent und Gesangspädagoge jugoslawischer Familienherkunft († 1949)
- 29. April: Kateryna Rubtschakowa, ukrainische Schauspielerin und Opernsängerin († 1919)
- 03. Mai: Wilhelm Ferch, rumäniendeutscher Komponist und Chorleiter († 1922)
- 06. Mai: Max Gehlsen, deutscher Maler und Musiker († 1930)
- 07. Mai: Jonathan Petersen, grönländischer Komponist, Liedermacher, Dichter, Schriftsteller, Sprachwissenschaftler, Organist und Hochschullehrer († 1961)
- 13. Mai: Alice Lesur, französische Komponistin († 1980)
- 18. Mai: Kurt Lange, deutscher Komponist und bildender Künstler († 1958)
- 19. Mai: Gennaro Napoli, italienischer Komponist und Musikpädagoge († 1943)

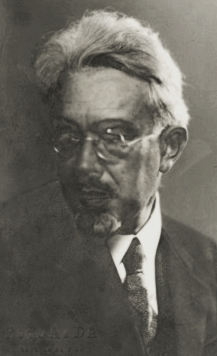
Curt Sachs; * 29. Juni

- 23. Mai: Paul Becker, deutscher Admiralrichter der Kriegsmarine, Musiker und Komponist († 1963)
- 26. Mai: Adolfo de la Huerta, Sänger, Politiker und Präsident von Mexiko († 1955)
- 27. Mai: Giulio Cesare Paribeni, italienischer Dirigent, Komponist und Musikkritiker († 1969)
- 31. Mai: Emile Jules Borremans, belgischer römisch-katholischer Geistlicher, Prämonstratenser, Komponist und Märtyrer († 1944)
- 03. Juni: Marcel Chailley, französischer Geiger und Musikpädagoge († 1936)
- 08. Juni: Próspero Bisquertt, chilenischer Komponist († 1959)
- 09. Juni: Arthur Plamondon, kanadischer Sänger und Gesangslehrer († 1939)
- 11. Juni: Fritz Deinhard, deutscher Cellist und Konzertmeister († 1956)
- 27. Juni: Paul Fauchet, französischer Organist und Komponist († 1937)
- 29. Juni: Curt Sachs, deutscher Musiktheoretiker und Lehrer († 1959)

### Juli bis Dezember
- 03. Juli: Simeon Dooley, US-amerikanischer Blues-Sänger und Gitarrist († 1961)
- 06. Juli: Nancy Dalberg, dänische Komponistin († 1949)
- 23. Juli: Georg Freundorfer, deutscher Zitherspieler und Komponist († 1940)
- 29. Juli: Ignacy Dygas, polnischer Sänger (Tenor) († 1947)
- 29. Juli: Cécile Lauru, französische Cellistin und Komponistin († 1959)
- 01. August: Stanisław Kazuro, polnischer Komponist († 1961)
- 17. August: Josef Panhuber, österreichischer Orgelbauer († 1955)
- 18. August: Hermann Zilcher, deutscher Komponist, Musikpädagoge und Pianist († 1948)
- 19. August: George Enescu, rumänischer Komponist, Violinist und Dirigent († 1955)
- 19. August: Georg Glatzl, deutscher Orgelbauer († 1947)
- 19. August: Eva von der Osten, deutsche Sängerin (Sopran) († 1936)
- 29. August: Edvin Kallstenius, schwedischer Komponist († 1967)
- 04. September: Simeon Bellison, US-amerikanischer Klarinettist und Musikpädagoge († 1953)

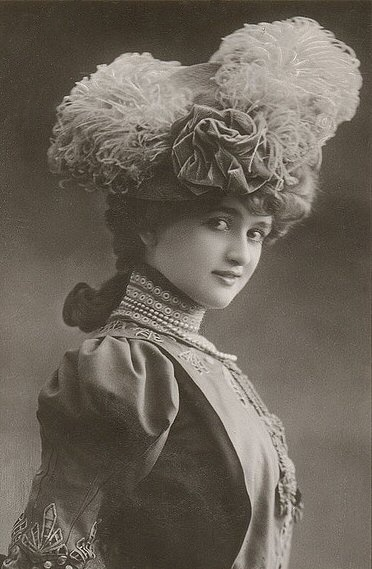
Gaby Desyls; * 4. September

- 04. September: Gaby Deslys, französische Revue-Tänzerin, Schauspielerin, Sängerin († 1920)
- 01. Oktober: Theodor Albin Findeisen, deutscher Kontrabassist und Pädagoge († 1936)
- 02. Oktober: Ferdinand Barlow, französisch-elsässischer Komponist († 1951)
- 04. Oktober: Giulio Azzoni, italienischer Pianist, Herausgeber, Musikkritiker und Musikschriftsteller († 1962)
- 12. Oktober: Carlos López Buchardo, argentinischer Komponist, Pianist und Musikpädagoge († 1948)
- 22. Oktober: Armand Ferté, französischer Pianist, Dirigent und Musikpädagoge († 1973)
- 06. November: Pierre Bretagne, französischer Jurist und Komponist († 1962)
- 17. November: Nazzareno De Angelis, italienischer Opernsänger († 1962)
- 18. November: Juan Maglio, argentinischer Bandoneonist, Bandleader und Tangokomponist († 1934)
- 22. November: Wilhelm Gustav Damm, Schweizer Komponist und Professor († 1949)
- 25. November: Peder Gram, dänischer Komponist († 1956)

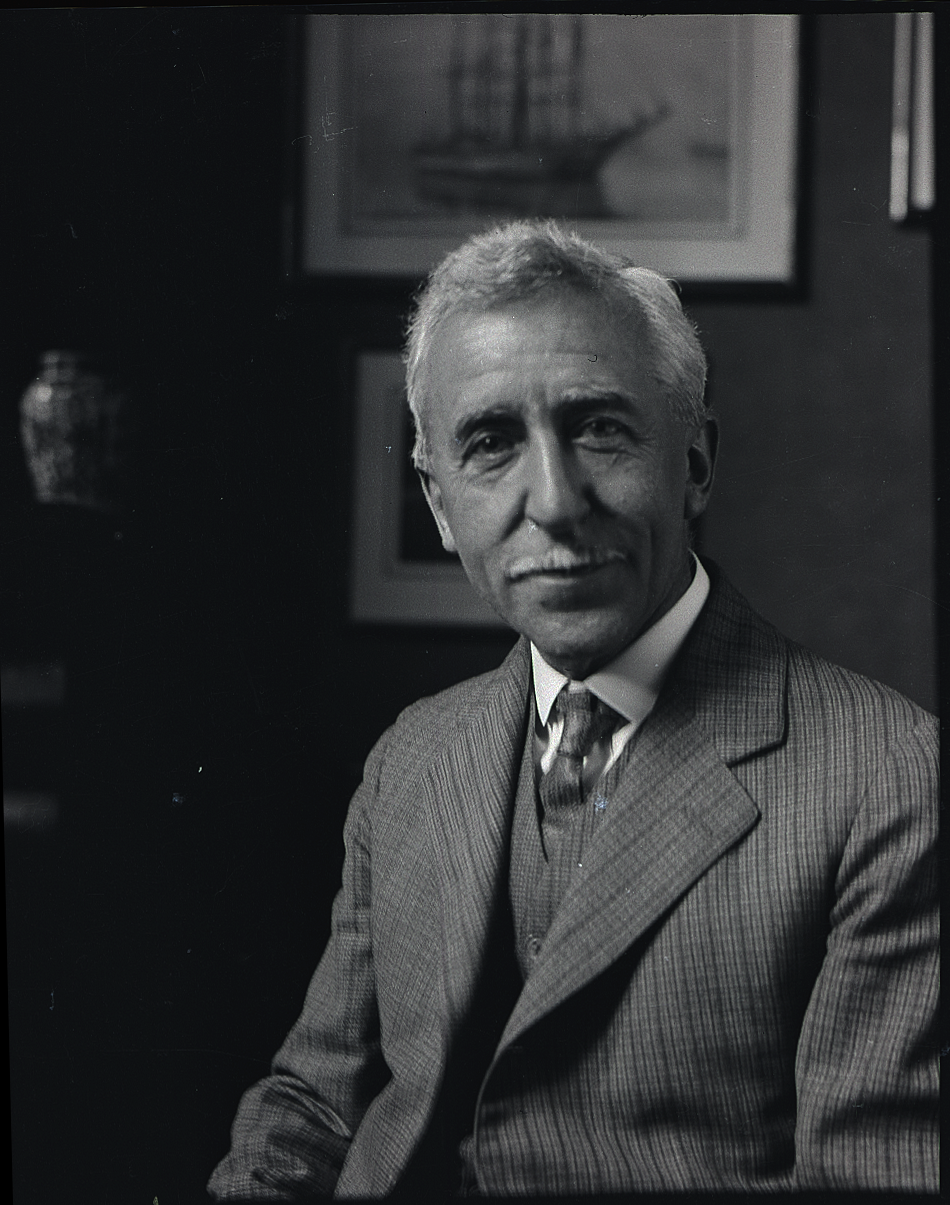
Leo Smith, * 26. November

- 26. November: Leo Smith, kanadischer Komponist, Cellist und Musikpädagoge († 1952)
- 02. Dezember: Pierre-Aurèle Asselin, kanadischer Sänger († 1964)
- 03. Dezember: Henry Fillmore, US-amerikanischer Komponist, Posaunist und Kapellmeister († 1956)
- 04. Dezember: Awrelija Iossifowna Dobrowolskaja, sowjetische Opernsängerin und Gesangslehrerin († 1942)
- 06. Dezember: Carl Adolf Martienssen, deutscher Pianist und Musikpädagoge († 1955)
- 07. Dezember: Josef Flegl, tschechischer Komponist, Cellist und Musikpädagoge († 1962)
- 22. Dezember: Franz Springer, deutscher Komponist und Dirigent († 1950)
- 24. Dezember: Charles Wakefield Cadman, US-amerikanischer Komponist († 1946)

### Genaues Geburtsdatum unbekannt
- Josep Munné i Mitjans, katalanischer klassischer Violinist und Musikpädagoge († 1956)
- César Stiattesi, argentinischer Komponist, Dirigent und Musikpädagoge († 1934)

## Gestorben

### Todesdatum gesichert
- 30. Januar: Jacques-Nicolas Lemmens, belgischer Organist und Komponist (* 1823)
- 23. März: Nikolai Rubinstein, russischer Komponist, Pianist und Dirigent (* 1835)

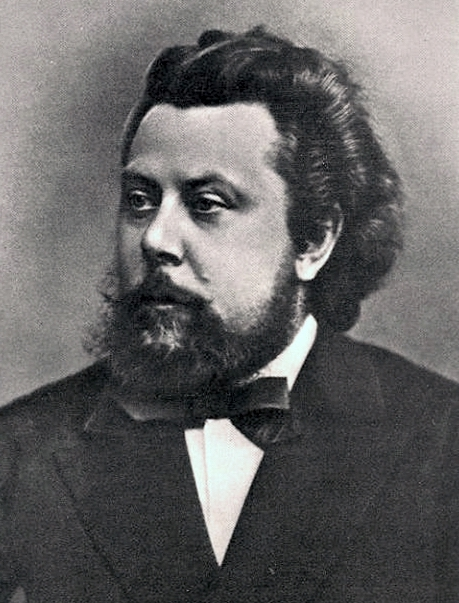
Modest Petrowitsch Mussorgski; † 28. März

- 28. März: Modest Mussorgski, russischer Komponist (* 1839)
- 11. April: Eugenio Cavallini, italienischer Geiger, Bratschist, Dirigent und Komponist (* 1806)
- 12. Mai: Carl Schnabel, deutscher Pianist, Komponist und Klavierbauer (* 1809)
- 15. Mai: Franz von Dingelstedt, erster Wiener Staatsoperndirektor (* 1814)
- 06. Juni: Henri Vieuxtemps, belgischer Violinist, Komponist (* 1820)
- 12. Juni: Roderich Nesselmann, deutscher lutherischer Theologe, Geistlicher und Kirchenlieddichter (* 1815)
- 26. Juli: Charles Colin, französischer Oboist, Organist, Musikpädagoge und Komponist (* 1832)
- 27. Juli: Johann Christian Lobe, deutscher Komponist und Musiktheoretiker (* 1797)
- 10. August: Theodor Bradsky, tschechischer Komponist (* 1833)
- 11. August: Eduard Pfeifer, deutscher Musiklehrer, Instrumenten- und Orgelbauer (* 1811)
- 18. August: Joseph Labitzky, böhmischer Tanzkomponist (* 1802)

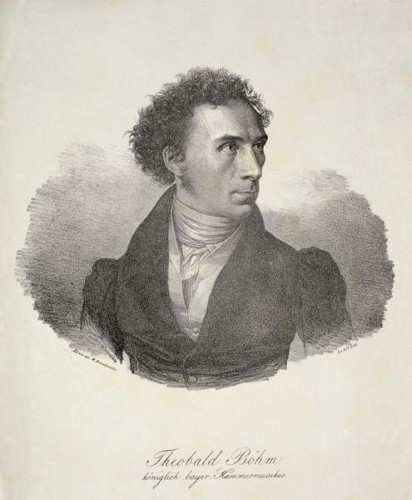
Theobald Böhm; † 25. November

- 28. August: Jan van den Acker, belgischer Violinist, Dirigent und Komponist (* 1836)
- 24. September: Luigi Ferdinando Casamorata, italienischer Komponist, Musikwissenschaftler und Musikkritiker (* 1807)
- 24. September: Camille Durutte, französischer Musiktheoretiker und Komponist (* 1803)
- 19. Oktober: Josef Krejčí, tschechischer Komponist (* 1821)
- 17. November: Joseph Eschborn, deutscher Komponist und Kapellmeister (* 1800)
- 25. November: Theobald Böhm, deutscher Komponist, Flötist und Flötenbaumeister (* 1794)
- 05. Dezember: Gustav Adolf Niemann, deutscher Violinist (* 1841)
- 31. Dezember: August Martin Canthal, deutscher Flötist, Dirigent und Komponist (* 1804)

### Genaues Todesdatum unbekannt
- Gabriel Abreu y Castaño, spanischer Gitarrist, Pianist, Komponist und Behindertenlehrer (* 1834)
- Friedrich Buck, deutscher Kantor, Komponist und Musikdirektor (* 1801)